# Stenolophus chalcea
Stenolophus chalcea är en skalbaggsart som beskrevs av Pierre François Marie Auguste Dejean. Stenolophus chalcea ingår i släktet Stenolophus och familjen jordlöpare. Inga underarter finns listade i Catalogue of Life.